# Karpas (Cyprus)
De Karpas (Grieks: Καρπασία, Turks: Karpaz) of Karpasia is een langgerekt, vingervormig schiereiland dat tot een van de prominentste geografische kenmerken van het eiland Cyprus behoort. De oostelijkste punt is de Kaap Apostolos Andreas en de omvangrijkste nederzetting is Dipkarpaz/Rizokarpaso. De facto vormt het schiereiland het district İskele van de Turkse Republiek Noord-Cyprus, terwijl het de jure in het district Famagusta van de Republiek Cyprus ligt.
De Karpas beslaat een oppervlak van 989 km², wat 27% bedraagt van het grondgebied van Noord-Cyprus. Het schiereiland is aanzienlijk minder dichtbevolkt dan de rest van Noord-Cyprus, met een bevolkingsdichtheid van 26 inwoners per km² in 2010. De plaats İskele/Trikomo, hoofdplaats van het district, wordt samen met het buurdorp Boğaz/Bogazi gezien als de poort en het geografisch beginpunt van de Karpas. Andere belangrijke plaatsen op het schiereiland zijn Yeni Erenköy/Yialousa, Mehmetçik/Galateia, Büyükkonuk/Komi Kebir en Tatlısu/Akanthou.
Het schiereiland herbergt een aantal historische sites zoals Kasteel Kantara, het Apostolos Andreasklooster en ruïnes van de steden Karpasia en Aphendrika.
Er liggen meer dan 46 zandstranden op de Karpas, die belangrijke legstranden vormen voor de onechte karetschildpad (Caretta caretta) en de soepschildpad (Chelonia mydas).